# Zisterzienserinnenabtei Laval-Bénite
Die Zisterzienserinnenabtei Laval-Bénite (auch: Val de Bressieux) war von 1119 bis 1791 ein Kloster der Zisterzienserinnen zuerst in Saint-Pierre-de-Bressieux, ab 1635 in La Côte-Saint-André, Département Isère, in Frankreich.

## Geschichte
Als Amadeus von Lausanne mit Gefährten in das soeben gegründete Kloster Bonnevaux eintrat, wurde für die weiblichen Mitglieder der Familien zwanzig Kilometer südöstlich das Nonnenkloster Laval-Bénite in Saint-Pierre-de-Bressieux gegründet. Zu den Äbtissinnen zählte Beatrix von Ungarn, Gemahlin von Jean II. (Viennois) († 1319). 1635 wurde der Konvent in die nahe gelegene Stadt La Côte-Saint-André verlegt. 1791 kam es durch die Französische Revolution zur Auflösung des Klosters. Südlich des Weilers Rossière erinnern in Saint-Pierre-de-Bressieux die Straße Route de l’Abbaye und der Bach Ruisseau de l’Abbaye sowie in La Côte-Saint-André die Rue Laval an das einstige Kloster. 

### Handbuchliteratur
- Gallia Christiana, Bd. 16, Spalte 212 (Vallis Breyssiaci).
- Laurent Henri Cottineau: Répertoire topo-bibliographique des abbayes et prieurés. Bd. 1. Protat, Mâcon 1939–1970. Nachdruck: Brepols, Turnhout 1995. Spalte 1572–1573 (Laval-Bénite oder Val de Bressieux).
- Bernard Peugniez: Le Guide Routier de l’Europe Cistercienne. Editions du Signe, Straßburg 2012, S. 346 (Laval-Bénite oder Val de Bressieux).
- Gereon Christoph Maria Becking: Zisterzienserklöster in Europa. Kartensammlung. Lukas Verlag Berlin 2000, ISBN 3-931836-44-4, Blatt 73 B (Bressieux St. Pierre).